# 巴沙克謝希爾
巴沙克謝希爾（土耳其語：Başakşehir）是土耳其伊斯坦堡的39個區之一，位於博斯普魯斯海峽以西的歐洲部份。面積104平方公里，人口469,924人。

巴沙克謝希爾